# 中華人民共和国主席
中華人民共和国主席（ちゅうかじんみんきょうわこくしゅせき、中国語: 中华人民共和国主席、英語: President of the People's Republic of China）は、中華人民共和国の国家機関。他の主席職と区別するために国家主席と呼ばれることが多い。他国における大統領に相当する職である。現行の中華人民共和国憲法には直接元首を定める規定はないが、憲法第81条に「中華人民共和国主席は、中華人民共和国を代表して国事活動を行い」（中华人民共和国主席代表中华人民共和国，进行国事活动）と定められており、国家主席が元首として扱われている。中華人民共和国の権力構造で中国共産党中央委員会総書記に次ぐ序列2位。
国家主席は儀礼的・象徴的な意味合いが強い名誉職的な地位であり、政治的な実権は中国共産党総書記・党中央軍事委員会主席が握っている。

## 概要
1949年10月1日の中華人民共和国建国当初、元首の職権を行使したのは中央人民政府委員会であった。同委員会は、対外的には中国を代表し、対内的に国家政権を指導する機関と定められ（中華人民共和國中央人民政府組織法第4条）、条約の批准や政務院総理（首相）の任免、大赦・特赦の発布、などの権限を有した（組織法第7条）。
9月30日の中国人民政治協商会議第1回全体会議において毛沢東が中央人民政府主席に選出され、翌10月1日に就任した。中央人民政府主席の権限は「中央人民政府委員会の会議を主宰し、併せて中央人民政府委員会の活動を指導する」（組織法第8条）と定められていた。
1954年9月20日、中華人民共和国憲法が制定され、国家代表として中華人民共和国主席が設置された。9月27日、毛沢東が改めて初代国家主席に就任した。
毛沢東や劉少奇の時代の国家主席は、最高国務会議と国防委員会の議長、国政の最高責任者として位置づけられていた。しかし、文化大革命において現職国家主席である劉少奇が打倒の目標とされ、中国共産党内外からの非難と糾弾の末に解任された。それ以降、国家主席は空席となり、国家副主席が職務を代行した。1970年3月に毛沢東が国家主席の廃止を提案し（国家主席の廃止も参照）、1975年1月の憲法改正によって国家主席は廃止された。
国家主席廃止後、その職権は中国共産党中央委員会主席（党首）と全国人民代表大会常務委員会（国会議長）に委譲され、全人代常務委員会が集団で元首機能を有した。1978年の憲法改正では、全人代常務委員長が法律の公布や国家の栄誉称号の授与を行い、対外的な元首機能を行使することが定められた。
鄧小平時代の1982年に制定された憲法によって、国家主席は儀礼的国家代表として再設置された。再設置当初の国家主席は、全人代常務委員長や全国政治協商会議主席と同様に、かつて鄧小平の同輩であった中国共産党・中国人民解放軍の長老を礼遇するための名誉職として用いられた。1989年の第二次天安門事件に際して党内の対応が分裂したとき、李鵬が国務院総理（首相）の権限において戒厳令を発動させたことは、政局に大きな影響を与えた。
1993年に楊尚昆が退任すると、中国共産党中央委員会総書記兼党中央軍事委員会主席の江沢民が国家主席に就任した。それ以降、中国共産党の最高指導者が総書記・国家主席・中央軍事委員会主席を兼任して党・国家・軍のトップを独占し、権力を集中する状況が続いている。
そのため江沢民以前は、国家主席ですら就任する人物によってはソビエト連邦の最高会議幹部会議長のように半ば名誉職と化していた一方、鄧小平が最高実力者であるなど、地位と実権が必ずしも一致しなかった。

## 選出
現行の中華人民共和国憲法（1982年憲法）によると、中華人民共和国の公民（国民）で、選挙権および被選挙権を有する満45歳以上の者が、全国人民代表大会によって国家主席に選出される。任期は5年。なお、1982年の現行憲法制定時は2期10年までとする任期制限があったが、2018年3月に行われた憲法改正により国家主席および国家副主席の任期制限規定は撤廃された。
国家主席および国家副主席の候補者は全人代の大会主席団が指名し、全人代全体会議で投票による選挙を行って、全議員の過半数を獲得した者が当選者となる。なお、全人代の議員の大部分は中国共産党員および党の機関である中国人民解放軍軍人によって構成されており、また憲法にも中国共産党による国家の領導（上下関係を前提とする指導）が明記されているため、実質的な人選は中国共産党中央委員会によって行われている。
なお、習近平が再選された2018年の第13期全人代では、就任に際して、新たに憲法に対する宣誓式が導入された。
国家主席が任期途中で欠けた場合、国家副主席が国家主席を継承する。国家主席と国家副主席の両方を欠いた場合は、全人代で補選される。補選が実施されるまでは全人代常務委員長（国会議長）が暫定的に国家主席代理となる。

## 権限
憲法で規定されている国家主席の権能は、儀礼的・象徴的なものが中心であり、具体的な行政は国務院総理（首相）が執行する。ただし、1954年に公布された憲法では、国家主席に中華人民共和国武装力量（中国人民解放軍・武装警察・民兵など）の統帥権が付与され、国家の最高軍事指導機関である国防委員会の主席を兼務し、同委員会の人事権を掌握することが規定されていた。また、最高国務会議の議長として、国家の重大事項に対する最高国務会議の意見を全人代・全人代常務委員会・国務院などに提出する権限も憲法で規定されており、憲法上、国政の最高責任者として位置づけられていた。
1982年の憲法改正で国家主席が再設置された際に、統帥権は国家中央軍事委員会主席に移行し、また最高国務会議の規定もなく、国家主席は儀礼的国家代表としての性格が強まった。現行憲法での国家主席の権能は以下のとおり。
法律公布権
- 全国人民代表大会および同常務委員会の決定に基づき、法律を公布する。

人事権
- 国務院総理の指名。
- 全人代および同常務委員会の決定に基づき、総理（首相）・副総理（副首相）・国務委員（副首相級）・各部部長（国務大臣）・各委員会主任（大臣級）・監査長（会計検査長）・秘書長（官房長官）を任免する。
- 全人代および同常務委員会の決定に基づき、勲章・栄誉称号を授与する。

命令権　全人代および同常務委員会の決定に基づき、以下の権限を行使する。
- 特赦令の発布。
- 戦争状態の宣布及び動員令の発布[注釈 6]。

外交権
- 中華人民共和国を代表して国事活動を行い[注釈 7]、外国使節を接受する。
- 全国人民代表大会常務委員会の決定に基づいて、海外駐在全権代表（特命全権大使・公使）の派遣・召還を行い、条約や重要協定の批准および廃棄を行う。

国家主席は国家機関として中華人民共和国を代表するが、同国は中国共産党による一党独裁制のため、共産党総書記が事実上の同国の最高指導者となる。国家主席の職自体は政治上の実権を有しないものの、国家を領導することが憲法で定められている中国共産党の最高指導者が兼任することで、国家主席に政治的実権が付与されている。

## 国家主席の一覧
| 代   | 主席                           | 画像     | 所属政党 （派閥）                 | 期                            | 在任期間                                | 在任期間     | 備考                                    | 副主席        | 首相   |
| ---- | ------------------------------ | -------- | --------------------------------- | ----------------------------- | --------------------------------------- | ------------ | --------------------------------------- | ------------- | ------ |
| 001  | 毛沢東 毛泽东 Máo Zédōng       |          | 中国共産党 （第一世代）           | 1                             | 1954年9月27日 - 1959年4月27日           | 4年 + 212日  | 党中央委員会主席 党中央軍事委員会主席   | 朱徳          | 周恩来 |
| 002  | 劉少奇 刘少奇 Liú Shàoqí       |          | 中国共産党 （第一世代）           | 2                             | 1959年4月27日 - 1965年1月3日            | 9年 + 187日  | 党中央委員会副主席                      | 宋慶齢 董必武 | 周恩来 |
| 002  | 劉少奇 刘少奇 Liú Shàoqí       | 3        | 中国共産党 （第一世代）           | 1965年1月3日 - 1968年10月31日 | 党中央委員会副主席任期満了前に解任      | 9年 + 187日  |                                         | 宋慶齢 董必武 | 周恩来 |
| 00－ | 宋慶齢 宋庆龄 Soong Ching-ling |          | 中国国民党革命委員会 （第一世代） | －                            | 1968年10月31日 - 1972年2月24日          | 5年 + 116日  | 国家主席代理 （副主席）                 | 宋慶齢 董必武 | 周恩来 |
| 00－ | 董必武 Dóng Bìwú               |          | 中国共産党 （第一世代）           | －                            | 1968年10月31日 - 1975年1月17日          | 6年 + 78日   | 国家主席代理 （副主席）                 | 宋慶齢 董必武 | 周恩来 |
| 0    | （廃止）                       | （廃止） | （廃止）                          | －                            | 1975年1月17日 - 1983年6月18日           | 8年 + 152日  |                                         | （廃止）      | 周恩来 |
| 0    | （廃止）                       | （廃止） | （廃止）                          | －                            | 1975年1月17日 - 1983年6月18日           | 8年 + 152日  | 華国鋒                                  | （廃止）      |        |
| 003  | 李先念 Lǐ Xiānniàn             |          | 中国共産党 （八大元老）           | 6                             | 1983年6月18日 - 1988年4月8日            | 4年 + 295日  | 党中央政治局常務委員                    | ウランフ      | 趙紫陽 |
| 004  | 楊尚昆 杨尚昆 Yáng Shàngkūn    |          | 中国共産党 （八大元老）           | 7                             | 1988年4月8日 - 1993年3月27日            | 4年 + 353日  | 党中央政治局委員 党中央軍事委員会副主席 | 王震          | 李鵬   |
| 005  | 江沢民 江泽民 Jiāng Zémín      |          | 中国共産党 （上海幇）             | 8                             | 1993年3月27日 - 1998年3月15日           | 9年 + 353日  | 党中央委員会総書記 党中央軍事委員会主席 | 栄毅仁        | 李鵬   |
| 005  | 江沢民 江泽民 Jiāng Zémín      | 9        | 中国共産党 （上海幇）             | 1998年3月15日 - 2003年3月15日 | 党中央委員会総書記 党中央軍事委員会主席 | 9年 + 353日  | 胡錦濤                                  | 朱鎔基        |        |
| 006  | 胡錦濤 胡锦涛 Hú Jǐntāo        |          | 中国共産党 （団派）               | 10                            | 2003年3月15日 - 2008年3月15日           | 9年 + 364日  | 党中央委員会総書記 党中央軍事委員会主席 | 曽慶紅        | 温家宝 |
| 006  | 胡錦濤 胡锦涛 Hú Jǐntāo        | 11       | 中国共産党 （団派）               | 2008年3月15日 - 2013年3月14日 | 党中央委員会総書記 党中央軍事委員会主席 | 9年 + 364日  | 習近平                                  |               | 温家宝 |
| 007  | 習近平 习近平 Xí Jìnpíng       |          | 中国共産党 （習派）               | 12                            | 2013年3月14日 - 2018年3月17日           | 12年 + 124日 | 党中央委員会総書記 党中央軍事委員会主席 | 李源潮        | 李克強 |
| 007  | 習近平 习近平 Xí Jìnpíng       | 13       | 中国共産党 （習派）               | 2018年3月17日 - 2023年3月10日 | 党中央委員会総書記 党中央軍事委員会主席 | 12年 + 124日 | 王岐山                                  |               | 李克強 |
| 007  | 習近平 习近平 Xí Jìnpíng       | 14       | 中国共産党 （習派）               | 2023年3月10日 - （現職）      | 党中央委員会総書記 党中央軍事委員会主席 | 12年 + 124日 | 韓正                                    | 李強          |        |

### 国家名誉主席
| 代   | 主席                           | 画像 | 所属政党             | 在任期間                      | 在任期間 | 備考 |
| ---- | ------------------------------ | ---- | -------------------- | ----------------------------- | -------- | ---- |
| 00－ | 宋慶齢 宋庆龄 Soong Ching-ling |      | 中国国民党革命委員会 | 1981年5月16日 - 1981年5月29日 | 13日     |      |

## 記録

### 国家主席の在職記録
| 記録の名称               | 記録保持者氏名 | 記録の内容                                                               |
| ------------------------ | -------------- | ------------------------------------------------------------------------ |
| 最長在職期間記録         | 習近平         | 12年 + 124日 (現職)                                                      |
| 最短在職期間記録         | 毛沢東         | 4年212日                                                                 |
| 最年長在任記録           | 楊尚昆         | 86歳                                                                     |
| 最年少就任および在任記録 | 習近平         | 60歳                                                                     |
| 最年長就任記録           | 楊尚昆         | 81歳                                                                     |
| 最多回数当選記録         | 習近平         | 3回 - 1回目：2013年3月14日 - 2回目：2018年3月17日 - 3回目：2023年3月10日 |

### 国家主席の在職年数と略歴
| 在職年数順位 | 氏名   | 在職年数            | 在職期間        | 内閣任命回数 | 歴代数 |
| ------------ | ------ | ------------------- | --------------- | ------------ | ------ |
| 1            | 毛沢東 | 4年 + 212日         | 1954年 - 1959年 | 1            | 01     |
| 2            | 劉少奇 | 9年 + 187日         | 1959年 - 1968年 | 1            | 02     |
| 3            | 李先念 | 4年 + 295日         | 1983年 - 1988年 | 1            | 03     |
| 4            | 楊尚昆 | 4年 + 353日         | 1988年 - 1993年 | 1            | 04     |
| 5            | 江沢民 | 9年 + 353日         | 1993年 - 2003年 | 2            | 05     |
| 6            | 胡錦濤 | 9年 + 364日         | 2003年 - 2013年 | 2            | 06     |
| 7            | 習近平 | 12年 + 124日 (現職) | 2013年 - 在任中 | 3            | 07     |

## 存命中の国家主席経験者
2022年11月30日に江沢民が死去したことで、存命中の国家主席経験者は胡錦濤ただ一人のみとなった。
| 氏名   | 在任期間      | 生年月日               | 現所属政党 | 現在の政治活動             |
| ------ | ------------- | ---------------------- | ---------- | -------------------------- |
| 胡錦濤 | 2003年–2013年 | 1942年12月11日（82歳） | 中国共産党 | 2022年の第20回党大会に出席 |